# Avia BH-21
L'Avia BH-21 fu un aereo da caccia monoposto, monomotore e biplano, sviluppato dall'azienda aeronautica cecoslovacca Avia negli anni venti e prodotto, oltre che dalla stessa, dalla  belga Société Anonyme Belge de Constructions Aéronautiques (SABCA) su licenza.

## Storia del progetto
Nel 1923 il governo belga espresse l'esigenza di sostituire il Nieuport-Delage NiD 29 allora in servizio nei reparti della componente aerea dell'armata belga: le autorità non erano particolarmente soddisfatte del modello perché strutturalmente fragile e privo di capacità acrobatiche. Per soddisfare tale richiesta risposero almeno due aziende aeronautiche, la francese Dewoitine, con i suoi D.9 e D.19, e la cecoslovacca Avia.
L'ufficio tecnico dell'azienda cecoslovacca elaborò un progetto evoluzione del precedente Avia BH-17 disegnato da Pavel Beneš e Miroslav Hajn nel 1922 per rispondere ad una richiesta del dipartimento della difesa nazionale per un nuovo caccia. In realtà il BH-17 era solo uno dei cinque progetti presentati dall'Avia per competere con i disegni presentati da Letov Kbely e Aero. Dopo una profonda riprogettazione il BH-17, uno dei tre modelli Avia presentati a velatura biplana, venne giudicato adatto e avviato a una produzione limitata a soli scopi valutativi, tuttavia durante le prove in volo il modello si rivelò insoddisfacente e al fine di correggerne i difetti nel 1924 venne modificato nel nuovo modello BH-21 il quale, tra le altre migliorie. presentava montanti interalari modificati per migliorare il campo visivo del pilota. 

## Versioni
BH-21
versione caccia monoposto di produzione in serie.
BH-21J
designazione assegnata a un unico BH-21 equipaggiato con motore radiale Bristol Jupiter, in seguito utilizzato per sviluppare il modello BH-33.
Bh-21R
designazione assegnata a una variante da competizione caratterizzata dalle ridotte dimensioni dell'ala.

## Utilizzatori
Belgio
- Aéronautique Militaire/Militair Vliegwezen

 Cecoslovacchia
- Češkoslovenske Vojenske Letectvo

### Pubblicazioni
- Avia B-21. In: L+K. 1, r. L.
- Zdeněk Pilát: Naše letecké motory. In: L+K. 5–10, r. LX.